# Càrn an Rìgh

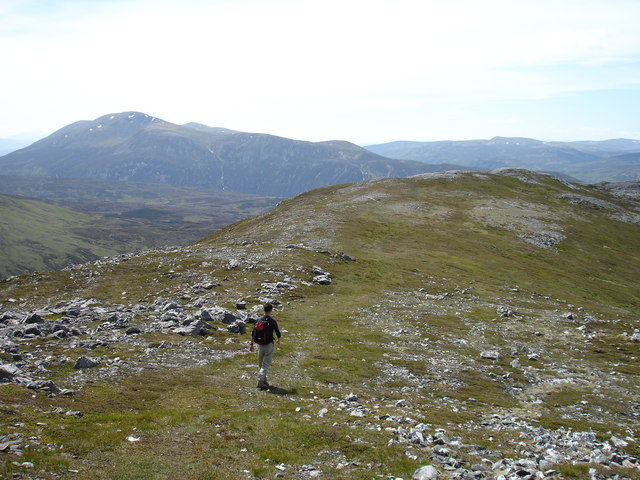
Blick über den Westgrat des Càrn an Rìgh zum Vorgipfel Stac na h-Iolair, im Hintergrund der Càrn nan Gabhar

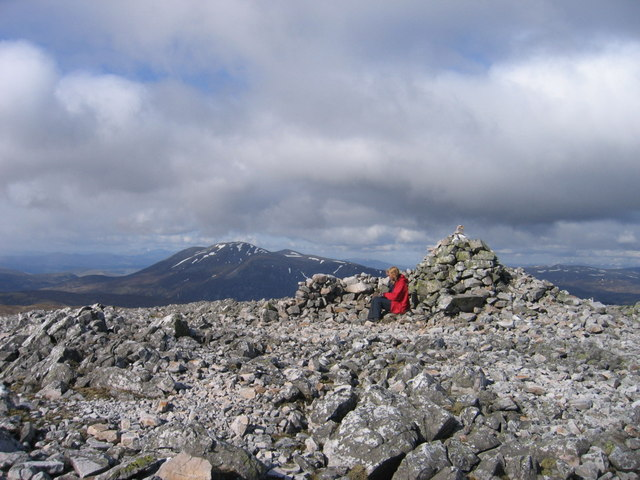
Der Gipfelcairn des Càrn an Rìgh

Der Càrn an Rìgh ist ein als Munro und Marilyn eingestufter, 1029 Meter hoher Berg in Schottland. Sein gälischer Name kann in etwa mit Berg des Königs oder Gipfel des Königs übersetzt werden.
Er liegt in der Council Area Perth and Kinross in den Grampian Mountains etwa 45 Kilometer nordwestlich von Blairgowrie and Rattray und 15 Kilometer südwestlich von Braemar in einer weitgehend unbewohnten Berglandschaft. Der Càrn an Rìgh gehört zu einer Gruppe von Munros westlich des von der A93 genutzten Cairnwell Pass in diesem auch als Mounth bezeichneten Teil der Grampian Mountains und liegt zwischen den oberen Enden von Glen Tilt und Glen Shee. Nach Süden und Westen fällt der Berg in das Gleann Mòr ab, das weiter westlich in Glen Tilt mündet und ihn vom südöstlich benachbarten, 1051 Meter hohen Glas Tulaichean trennt. Im Nordosten trennt das Tal des Crom Allt den Càrn an Rìgh vom östlich benachbarten, 1045 Meter hohen Beinn Iutharn Mhòr. Der Bach entspringt knapp unterhalb eines auf 770 Metern Höhe liegenden Bealachs, der den Übergang zum 986 Meter hohen Màm nan Càrn, ein Vorgipfel des Beinn Iutharn Mhòr, herstellt. 
Der Càrn an Rìgh ist ein kompakter Berg mit einem nach allen Seiten steil abfallenden, kegelförmigen Gipfelaufbau, der höchste Punkt ist durch einen Cairn gekennzeichnet. Nach Westen führt ein Grat über gut einen Kilometer bis zum Stac na h-Iolair, einem auf rund 900 Metern Höhe liegenden Vorgipfel. Zwei weitere kurze Grate führen nach Südosten und Nordosten. Auf der Nordseite des Gipfels und des Nordostgrats fällt der Càrn an Rìgh steil und felsig ab, auch der Stac na h-Iolair und die Südseite besitzen steile, schrofendurchsetzte Hänge. Lediglich die Ostseite des Bergs fällt etwas sanfter mit Gras- und Heideflächen bis zu dem zum Màm nan Càrn führenden Bealach ab.
Aufgrund seiner entlegenen Lage besteigen Munro-Bagger den Càrn an Rìgh meist zusammen mit einem der benachbarten Munros. Ausgangspunkte sind entweder Dalmunzie House, ein einsam etwa drei Kilometer westlich der kleinen, an der A93 liegenden Ortschaft Spittal of Glenshee stehendes Hotel, oder die kleine Ortschaft Inverey am Oberlauf des River Dee westlich von Braemar. Von Dalmunzie House führt der Weg nach Norden durch das Gleann Taitneach östlich des Glas Tulaichean bis Loch nan Eun, von dort nach Westen an der Südflanke des Màm nan Càrn allmählich ansteigend bis zum Bealach und ab dort östlich des Südostgrats steil ansteigend zum Gipfel. Munro-Bagger wählen alternativ auch gerne den Weg über die Trasse der 1978 stillgelegten Dalmunzie Railway bis zur Ruine der Glenlochsie Lodge und weiter über den Glas Tulaichean bis unterhalb des Màm nan Càrn. Von Inverey führt der Weg gut zehn Kilometer nach Süden durch das Glen Ey bis zur verfallenen Altanour Lodge und weiter über Beinn Iutharn Mhòr und dessen Südwestgrat bis zum Bealach und dann ebenfalls über die Ostseite zum Gipfel des Càrn an Rìgh. 